# Krāslavas distrikt
Krāslavas distrikt (lettisk: Krāslavas rajons) er beliggende i regionen Letgallen i det syd-østlige Letland. Udover den centrale administration består Krāslavas distrikt af 25 selvstyrende enheder: 2 byer (lettisk: pilsētas, plur.; pilsēta, sing.) samt 23 landkommuner (lettisk: pagasti, plur.; pagasts, sing.). 

## Selvstyrende enheder underlagt Krāslavas distrikt
- Andrupene landkommune
- Andzeļi landkommune
- Asūne landkommune
- Auleja landkommune
- Bērziņi landkommune
- Dagda by
- Dagda landkommune
- Ezernieki landkommune
- Grāveri landkommune
- Indra landkommune
- Izvalta landkommune
- Kalnieši landkommune
- Kaplava landkommune
- Kastuļina landkommune
- Kombuļi landkommune
- Konstantinova landkommune
- Krāslava by
- Ķepova landkommune
- Piedruja landkommune
- Robežnieki landkommune
- Skaista landkommune
- Svariņi landkommune
- Šķaune landkommune
- Šķeltova landkommune
- Ūdrīši landkommune